# Stazione di Cesi
La stazione di Cesi è una stazione ferroviaria della Ferrovia Centrale Umbra. Si trova a Cesi, frazione del comune di Terni.
È gestita da Rete Ferroviaria Italiana.

## Movimento
Al 2024, la stazione è priva di traffico ferroviario.